# Магистральный (Краснодарский край)
Магистра́льный — посёлок в Белоглинском районе Краснодарского края России. Входит в состав Центрального сельского поселения.

## Географическое положение
Посёлок расположен в 13 км к северо-востоку от административного центра сельского поселения — посёлка Центрального (18 км по дороге).

### Улицы
- ул. Восточная,
- ул. Молодёжная,
- ул. Новая,
- ул. Северная.

## Население
| 2002 | 2010 |
| ---- | ---- |
| 238  | ↘200 |